# 蘇珊·凱文
蘇珊·凱文（英語：Susan Calvin）是科幻小說及科普作家以撒·艾西莫夫筆下的虛構人物，一名虛構公司美國機器人與機械人公司的首席機器人心理學（Robopsychology）學者。在艾西莫夫的第三篇機器人小說《騙子》中登場，艾西莫夫作品中以她為主角的短篇小說有十一部，大多收錄在《我，機器人》和《機器人故事全集 》中。對於艾西莫夫的機器人系列而言是不可或缺的人物。
在威爾·史密斯主演電影《機械公敵》中有登場，由布麗姬·穆娜飾演。

## 虛構人物傳記
根據艾西莫夫所創作的機器人系列歷史， 蘇珊·凱文生於1982年，16歲時寫下了第一篇以「機器人學的實用層面」為主題寫的論文。 
2002年她在一場由心理數學研討會中，看到了艾弗瑞德·蘭寧博士所展示的一台首度配備了語音功能的初期機器人，從此燃起對機器人的興趣。
2003年獲得哥倫比亞大學的學位，並開始在研究所攻讀模控學，學習建構正電子腦和預測正電子腦對所給的刺激的反應。在2008年獲得博士學位，並在同年以美國機器人和機械人公司的第一個機器人心理學學者的身分任職，在這其中她為美國機器人和機械人公司解決了不少機器人的疑難雜症。
2029年，當她離開地球訪問超空間基地時，首次提到她的正式職稱為首席機器人心理學學者。
蘇珊·凱文2057年從美國機器人和機械人公司退休，但偶爾接受公司的請求擔任暫時的顧問。她在2064去世，享年82歲。
在艾西莫夫的第三本機器人中篇小說《曙光中的機器人》中她作為一個機器人學的傳奇被提及，主要是提到《騙子！》該篇中她面對能夠心靈感應的機器人厄比（""Herbie""）的事跡。

## 登場的小說
- 機器人之夢（Robot Dreams，收錄在同名小說集中）

以下十一篇都有收錄在《機器人故事全集》中，而《小機》、《騙子》、《消失無蹤》、《逃避》、《證據》以及《可避免的衝突》則同時收錄在《我，機器人》中。
- 小機（Robbie，在出版《我，機器人》時收錄的修訂版中，以16歲學生的身分串場）
- 騙子！（Liar!）
- 保證滿意（Satisfaction Guaranteed）
- 列尼（Lenny）
- 校工（Galley Slave）
- 消失無蹤（Little Lost Robot）
- 逃避！（Escape!）
- 冒險（Risk）
- 證據（Evidence）
- 可避免的衝突（The Evitable Conflict）
- 女性直覺（Feminine Intuition）

此外《我，機器人》一書中也有以虛構報社＜行星際日報＞的記者為敘述者描述他訪問蘇珊·凱文的過程。用來串聯該書所收納的九篇短篇。

## 腳註
以下加註本條目的虛構人物傳記一章中所提到之事件的短篇小說出處
1. ↑  《小機》，在出版《我，機器人》時作的改寫版登場
2. ↑  《我，機器人》的楔子
3. ↑  《消失無蹤》
4. ↑  《可避免的衝突》和《女性直覺》
5. ↑  《我，機器人》的串場文字